# Guillaume II Cossard
Pour les articles homonymes, voir Cossard.
Ne pas confondre avec Guillaume I Cossard (1663-1716), son père, également peintre.
Guillaume II Cossard, né le 19 avril 1692 à Troyes et mort le 28 mai 1761 dans la même ville, est un peintre français.

## Biographie
Guillaume II Cossard est né le 19 avril 1692 à Troyes. Il est le fils de Guillaume I Cossard. Il est mort le  28 mai 1761 dans sa ville natale.

## Œuvres
- Saint Roch guérissant les pestiférés, daté de 1728, se trouve dans l'église St-Rémi à Troyes[3],[2].
- Annonciation de 1736 en [4]
- Peut-être une Sainte famille en l'église de Braux (Aube)[5].
- Il existait un portrait de lui détenu par sa famille.